# Proplatyscelio depressus
Proplatyscelio depressus är en stekelart som beskrevs av Charles Thomas Brues 1940. Proplatyscelio depressus ingår i släktet Proplatyscelio och familjen Scelionidae. Inga underarter finns listade i Catalogue of Life.